# Indian Masters 2010

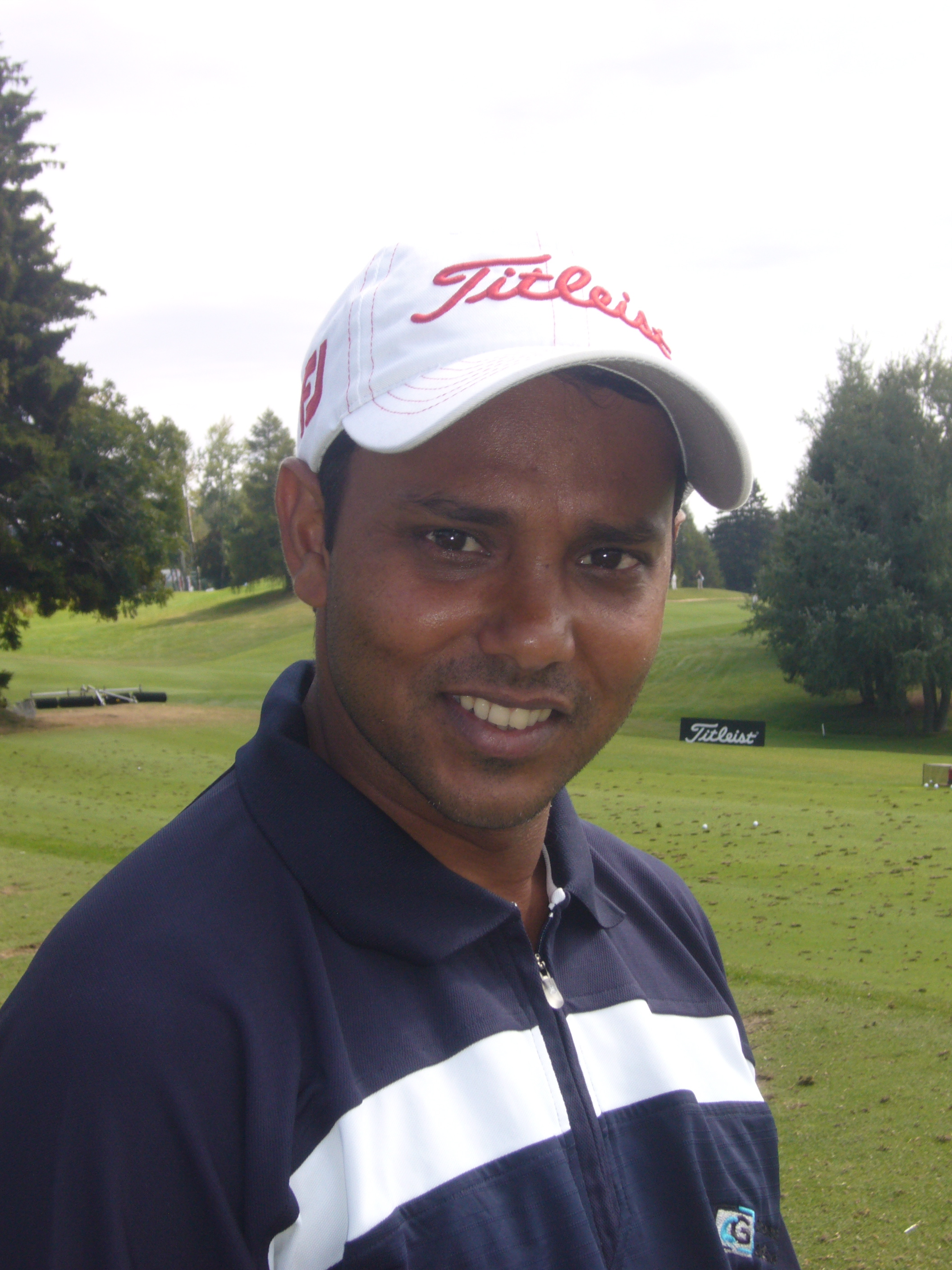
titelverdediger Shiv Chowrasia

De Indian Masters van 2010 en de twee opvolgende jaren heet de Avantha Masters. Het is een golftoernooi van de Indiase, Aziatische en Europese PGA Tour.
De Indian Masters werd voor het laatst in 2008 gespeeld en telde toen voor de eerste keer ook mee voor de Europese Tour. In 2009 moest het toernooi geannuleerd worden. Avantha is de nieuwe sponsor, zij hebben voor drie jaar getekend. De organisatie is in handen van de onlangs opgerichte EurAsia Golf Ltd. Het totale prijzengeld is € 1.500.000. De winnaar krijgt twee jaar speelrecht op de Europese Tour.

## De baan
Er wordt van 11 - 14 februari 2010 gespeeld op de DLF Golf & Country Club in Gurgaon. DLF is een van de bekendste golfclubs in India. Hij heeft een par van 72 en werd in 1999 ontworpen door Arnold Palmer. Hier werden eerder al de Hero Honda Masters, het Hero Honda Indian Open, de Johnnie Walker Classic en het Ladies India Open gespeeld. De baan ligt in een park met vijf vijvers en kijkt uit op het Aravalligebergte. Er staan ongeveer 14000 bomen.

## Uitslag
|    | Naam                  | Score                 |
| -- | --------------------- | --------------------- |
| 1  | Andrew Dodt           | 67-68-71-68=274 (-14) |
| 2  | Richard Finch         | 69-69-71-66=275 (-13) |
| 3  | Richard Bland         | 68-71-66-71=276 (-12) |
| 3  | David Drysdale        | 68-67-71-70=276 (-12) |
| 3  | Tetsuji Hiratsuka     | 73-62-70-71=276 (-12) |
| 3  | Barry Lane            | 67-67-71-71=276 (-12) |
| 7  | Fredrik Andersson Hed | 68-71-66-72=277 (-11) |
| 8  | Yin-Shin Chan         | 65-68-72-73=278 (-10) |
| 8  | Darren Clarke         | 71-66-70-71=278 (-10) |
| 8  | Oliver Fisher         | 70-67-71-70=278 (-10) |
| 8  | Jeppe Huldahl         | 71-70-66-71=278 (-10) |
| 8  | Jason Knutzon         | 70-67-72-69=278 (-10) |
| 8  | Steven O'Hara         | 70-67-72-69=278 (-10) |
| 30 | Robert-Jan Derksen    | 67-74-72-70=283 (-5)  |
| 35 | Joost Luiten          | 69-74-70-71=284 (-4)  |

- Volledige uitslag

## De spelers
| - Felipe Aguilar - Thomas Aiken - Fredrik Andersson Hed - Kiradech Aphibarnrat - Phillip Archer - Wu Ashun - Peter Baker - Scott Barr - Darren Beck - Seve Benson - Richard Bland - Adam Blyth - Marcus Both - Grégory Bourdy - Gary Boyd - Mark Brown - Andrew Butterfield - Rafael Cabrera Bello - Tony Carolan - Clodomiro Carranza - Yin-Shin Chan - Danny Chia - Darren Clarke - George Coetzee - Robert Coles - Andrew Coltart - Rhys Davies - Robert-Jan Derksen - Andrew Dodt - Jamie Donaldson - David Drysdale - Udorn Duangdecha - Rafa Echenique - Jamie Elson - Richard Finch | - Oliver Fisher - Gavin Flint - Mark Foster - Marcus Fraser - Chris Gane - David Gleeson - Simon Griffith - Stephan Gross - Mark F Haastrup - Grégory Havret - Scott Hend - Keith Horne - David Howell - Jeppe Huldahl - Kodai Ichihara - Steven Jeppesen - Erik Tage Johansen - James Kamte - Anthony Kang - Rashid Kahn (AM) - Simon Khan - Hyung-sung Kim - Søren Kjeldsen - Jason Knutzon - Rick Kulacz - Chih-bing Lam - Barry Lane - José Manuel Lara - Pablo Larrazábal - Danny Lee - Sung Lee - Ben Leong - Wen-chong Liang - José-Filipe Lima - Gary Lockerbie | - Shane Lowry - Joost Luiten - Callum MacAulay - Mardan Mamat - Prayad Marksaeng - Gareth Maybin - Richard McEvoy - Gary Murphy - Chapchai Nirat - Seung-yul Noh - Steven O'Hara - Ted Oh - Fredrik Ohlsson - Hennie Otto - Juvic Pagunsam - Unho Park - John Parry - Chinnarat Phadungsil - Terry Pilkadaris - Phillip Price - Mars Pucay - Angelo Que - Julien Quesne - Richie Ramsay - Chris Rodgers - Marco Ruiz - Marcel Siem - Patrik Sjøland - Lee Slatterly - Iain Steel - Carl Suneson - Lee Sung - Andrew Tampion - Hideto Tanihara - Kwanchai Tannin | - Peter Whiteford - Thaworn Wiratchant - Ashun Wu - Fabrizio Zanotti Spelers uit India - Arjun Atwal, winnaar 2000, 2003 - Kunal Bhasin - Gaganjeet Bhullar - Vikrant Chopra - Shiv Chowrasia, winnaar 2008 - Naman Dawar - Rahul Ganapathy - Rahil Gangjee - Gaurav Ghei - Harendra P Gupta - Amandeep Singh Johl - Harmeet Kahlon - Shiv Kapur - Shamim Khan - Ashok Kumar - Mukesh Kumar - Vijay Kumar - Anirban Lahiri - Raju Ali Mollah - C Muniyappa - Himmat Rai - Jyoti Randhawa, winnaar 1998, 1999 - Gurki Shergill - Arjun Singh - Digvijay Singh - Gaurav Pratap Singh - Jeev Milkha Singh - Ranjit Singh - Vishal Singh |